# Vaux-et-Chantegrue
Vaux-et-Chantegrue là một xã trong vùng hành chính Franche-Comté, thuộc tỉnh Doubs, quận Pontarlier, tổng Mouthe. Tọa độ địa lý của xã là 46° 48' vĩ độ bắc, 06° 14' kinh độ đông. Vaux-et-Chantegrue nằm trên độ cao trung bình là 874 mét trên mực nước biển, có điểm thấp nhất là 858 mét và điểm cao nhất là 1074 mét. Xã có diện tích 13.98 km², dân số vào thời điểm 1999 là 503 người; mật độ dân số là 36 người/km².

## Thông tin nhân khẩu
| 1962 | 1968 | 1975 | 1982 | 1990 | 1999 |
| ---- | ---- | ---- | ---- | ---- | ---- |
| 430  | 441  | 394  | 410  | 490  | 503  |

## Địa điểm tham quan
Nhà thờ Notre-Dame de la Nativité có nguồn gốc từ thế kỉ thứ 16. Cũng đáng đến tham quan là Viện bảo tàng Félix Gresset (Musée Félix Gresset) trưng bày tác phẩm nghệ thuật từ rễ cây.